# Eutèlidas d'Esparta
Eutèlidas (grec antic: Εὐτελίδας, llatí: Eutelidas) va ser un esportista espartà que, segons Pausànies, va guanyar un premi als Jocs Olímpics en la modalitat del pentatló i en la de lluita a la 38a Olimpíada, el 628 aC.
El pentatló per a nois es va celebrar per primera vegada en aquests Jocs i es va abolir immediatament, i Eutèlidas va ser l'únic guanyador en aquesta categoria en tota la història. La inscripció de l'estàtua que va veure Pausànies ja era massa antiga perquè en pogués llegir el que deia. També diu, i Eusebi de Cesarea ho recull a partir de textos de Sext Juli Africà, que va guanyar la competició de lluita.